# Ballée
Ballée is een plaats en voormalige gemeente in het Franse departement Mayenne in de regio Pays de la Loire  en telt 719 inwoners (2004). De plaats maakt deel uit van het arrondissement Château-Gontier.
Op 1 januari 2017 fuseerde de gemeente met Épineux-le-Seguin tot de commune nouvelle Val-du-Maine, waarvan Ballée de hoofdplaats werd.

## Geografie
De oppervlakte van Ballée bedraagt 14,3 km², de bevolkingsdichtheid is 50,3 inwoners per km².
De onderstaande kaart toont de ligging van Ballée met de belangrijkste infrastructuur en aangrenzende gemeenten.

## Demografie
Onderstaande figuur toont het verloop van het inwonertal (bron: INSEE-tellingen).